# Budget de l'État français en 2025
Le budget de l'État français en 2025 est promulgué le 14 février 2025. Le financement de la sécurité sociale pour 2025 est promulgué le 28 février 2025.
Dans le contexte d’une dégradation des finances publiques, les textes déposés en octobre 2024 par le gouvernement Michel Barnier prévoyaient un effort de 60 milliards d’euros, 20 milliards de recettes supplémentaires et 40 milliards de baisse de dépenses. En raison d’une crise politique, ces textes ne sont pas adoptés par le Parlement. Le projet de loi de financement de la Sécurité sociale fait l’objet d’un engagement de responsabilité du Gouvernement, suivi par l’adoption d’une motion de censure, ce qui a pour conséquence la démission du gouvernement Michel Barnier.

## Historique

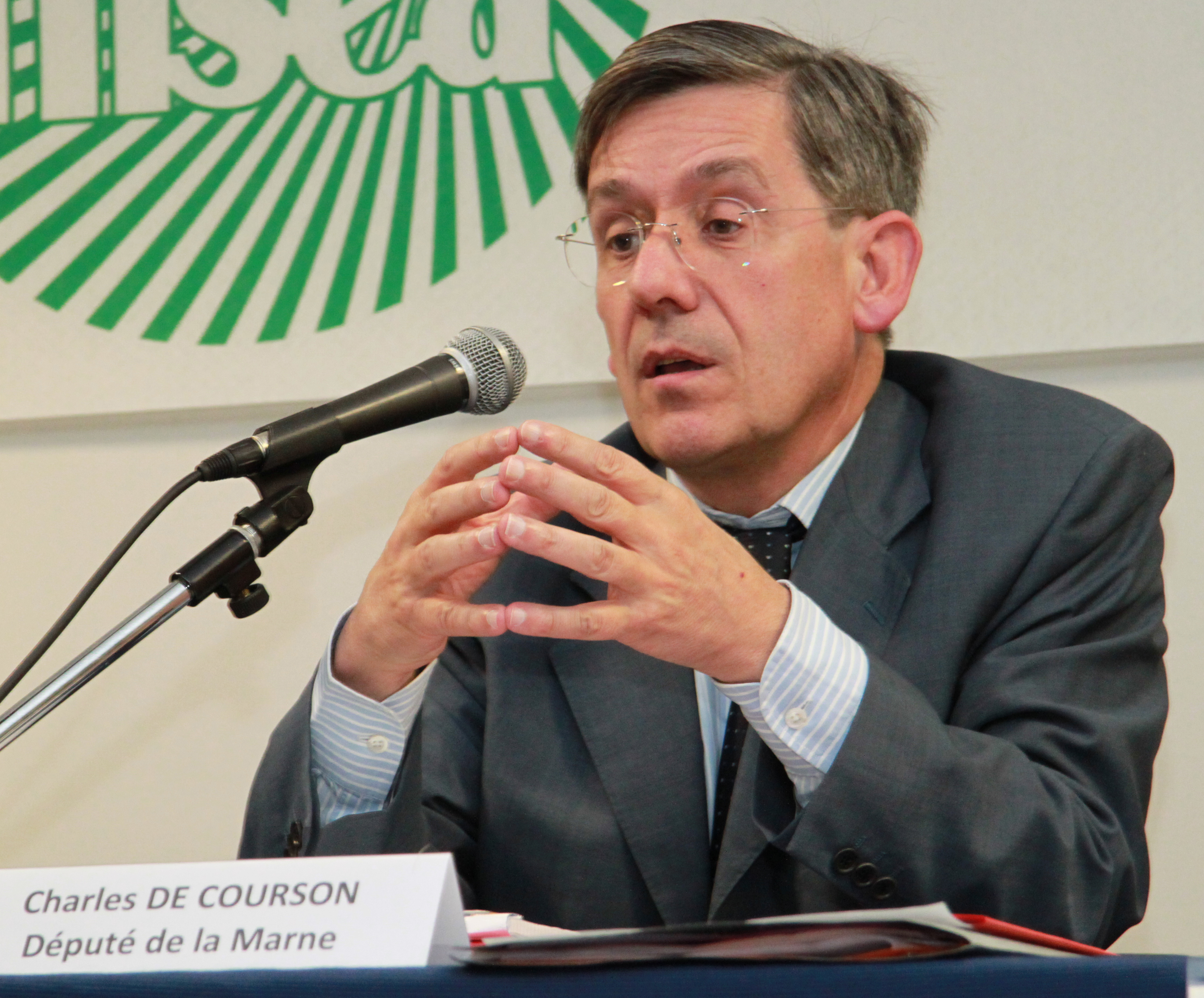
Charles de Courson, rapporteur général du budget à la Commission des Finances de l’Assemblée nationale (photo prise en 2012).

La dissolution de l’Assemblée nationale le 9 juin 2024, les élections législatives qui ont suivi et le retard de la nomination du nouveau gouvernement interrompent la préparation du budget. Toutefois, le premier ministre démissionnaire Gabriel Attal  envoie les lettes plafonds le 20 août en prévoyant un budget similaire à celui de 2024, ce qui équivaut à dix milliards d’euros d’économies, compte tenu de l’inflation. Le gouvernement Michel Barnier, nommé le 21 septembre présente les textes budgétaires avec un retard de dix jours.
Lors de la discussion du budget de l’État à l’Assemblée nationale, les députés de gauche font adopter plusieurs amendements, parfois avec les votes du bloc central, et ceux du Rassemblement national annulent  la contribution de la France à l’Union européenne, le texte qui en résulte présente ainsi un déficit réduit de 57 milliards d’euros. Toutefois l’ensemble de la partie recettes est rejeté.
Au Sénat (où la droite est majoritaire), le financement de la sécurité sociale est modifié : la hausse des cotisations sociale est partiellement revue, ainsi que le gel des retraite. Le Sénat prévoit également une « contribution de solidarité par le travail », finalement retirée par la commission mixe paritaire. 
Le 8 novembre 2024, lors de l’examen du budget de l’État, l’Assemblée nationale adopte une série d'amendements (majorité RN - Nouveau Front Populaire) instaurant des taxes sur l'expérimentation animale, et PS. Les amendements PS et RN étaient identiques et écrits avec le lobby OneVoice. Ces taxes visaient à financer des maisons de retraite pour animaux de laboratoire et le financement du FC3R,. Les exposés des amendements se fondaient sur de la désinformation, notamment avec l'argument que 89% des traitements testés sur les animaux sont inapplicable à l'espèce humaine, alors qu'au contraire 86% des traitements fonctionnent .
Au Sénat, un amendement renforce l’exit tax, quelques semaines après que l’Assemblée nationale avait trouvé un accord à ce sujet.
Fin novembre, Marine Le Pen menace le Gouvernement de voter une motion de censure, en cas de maintien dans les textes budgétaires de plusieurs mesures qualifiées de « lignes rouges ». Le 4 décembre, l’Assemblée nationale adopte une motion de censure à la suite de l'engagement de responsabilité du gouvernement sur le projet de loi de financement de la Sécurité sociale, ce qui a pour conséquence la démission du gouvernement Michel Barnier.
Pour continuer à percevoir les impôts en 2025, une loi spéciale est promulguée le 20 décembre.
En janvier 2025, le gouvernement François Bayrou reprend la discussions sur les textes qui avaient été présentés par le gouvernement Barnier. Le 28 février, le Conseil constitutionnel censure la pénalité pour les patients qui ne respectent pas leurs rendez-vous médicaux dite « taxe lapin ». Les textes budgétaires sont promulgués en février (voir tableau ci-dessous),.
Le 25 avril 2025, un décret annule trois milliards d’euros de crédit dans le budget de l’État.

### Processus législatif
| Étape                                          | Loi de finances | Loi de financement de la Sécurité sociale                                                                                      | Loi spéciale                                   |
| ---------------------------------------------- | --- | --- | ---------------------------------------------- |
| Dépôt                                          | le 10 octobre 2024                                                                                                 | le 10 octobre 2024 | le 11 décembre 2024                            |
| Première lecture à l’Assemblée nationale       | modification puis rejet le 12 novembre 2024                                                                        | non voté (délai dépassé art. 47-1)                                                                                             | modification puis adoption le 16 décembre 2024 |
| Première lecture au Sénat                      | modification puis adoption le 23 janvier 2025                                                                      | modification puis adoption le 26 novembre 2024                                                                                 | adoption le 18 décembre 2024                   |
| Commission mixte paritaire                     | accord le 31 janvier 2025                                                                                          | accord le 26 novembre 2024 |                                                |
| Lecture du texte CMP par l’Assemblée nationale | engagement de la responsabilité du Gouvernement art. 49 al. 3 puis rejet de la motion de censure le 5 février 2025 | engagement de la responsabilité du Gouvernement art. 49 al. 3 puis adoption de la motion de censure le 4 décembre 2024         |                                                |
| Lecture du texte CMP par le Sénat              | adoption le 6 février 2025                                                                                         | adoption le 23 janvier 2025 |                                                |
| Nouvelle lecture à l’Assemblée nationale       | | engagements de la responsabilité du Gouvernement art. 49 al. 3 puis rejets de motions de censure les 5, 10 et 12 février 2025. |                                                |
| Nouvelle lecture au Sénat                      | | adoption le 17 février 2025 |                                                |
| Promulgation                                   | le 14 février 2025                                                                                                 | le 28 février 2025 | le 21 décembre 2024                            |

## Dispositions abandonnées du gouvernement Barnier
Dans les textes financiers présentés en octobre 2024, en conséquence d’une augmentation du déficit en 2023 et 2024 -estimé à 6,1 %-, le déficit public est désormais envisagé à 5,2 % en 2025. Le seuil des 3 % serait atteint en 2029. Un effort de 60 milliards d’euros est prévu : 20 milliards de recettes supplémentaires et 40 milliards de baisse de dépenses.
Le budget de l’État dans ces textes prévoit un solde négatif de 142 milliards d’euros. Parmi les mesures abandonnées figurent la suppression des 4 000 postes à l’Éducation nationale et la création d’une taxe sur l’électricité.
Le projet de loi de financement de la Sécurité sociale prévoit le décalage de six mois (juillet au lieu de janvier) de la revalorisation des retraites,, la non-adoption du texte fin 2024 a de fait annulé cette mesure. L’objectif national de dépenses d'assurance maladie est fixé à 261,8 milliards d’euros

## Loi spéciale
La loi spéciale contient quatre articles, notamment pour autoriser la perception des impôts en 2025 et autoriser l’État à recourir à l’emprunt.

## Cadrage des finances publiques
Depuis le pacte budgétaire européen, le déficit public (solde de l’État + administrations de sécurité sociale + administrations publiques locales) et la dette publique font l’objet de trajectoires pluriannuelles. 
La loi de programmation des finances publiques 2023-2027 prévoit un déficit public de 3,7 % du PIB en 2025 afin d’atteindre 2,7 % en 2027.
Dans les textes financiers amandés par le gouvernement Bayrou en janvier 2025, un effort de 50 milliards d’euros est prévu : 21 milliards de recettes supplémentaires et 32 milliards de baisse de dépenses.. Ces textes sont basés sur un scénario macroéconomique prévoyant une croissance du produit intérieur brut de 0,9 % et une croissance de l’indice des prix à la consommation (inflation) de 1,4 %.
Selon la loi de finances de février 2025, le déficit public est envisagé à 5,4 % en 2025.

## Loi de finances initiale
Le budget de l'État (et de l’État seulement), les mesures fiscales et les crédits ouverts sont votés dans la loi de finances.

### Recettes
La loi de finances initiale contient notamment les mesures fiscales suivantes.
- Autorisation de la perception des impôts en 2025[36].
- Indexation sur l’inflation du barème de l’impôt sur le revenu pour les revenus de 2024 et des grilles de taux par défaut du prélèvement à la source[37].
- Instauration d'une contribution différentielle sur les revenus supérieurs à 250 000 € pour les contribuables célibataires, veuf ou divorcés et à 500 000 € pour les contribuables soumis à imposition commune. Cette contribution permet d’assurer une imposition minimale de 20 % pour ces revenus. Elle n’est applicable que pour les revenus de 2025 et concerne 24 300 ménages[38],[39].
- Mise en place d’un partage avec les consommateurs des revenus du nucléaire historique[40],[41],[42].
- Ajustements de la fiscalité applicable aux installations nucléaires de base : intégration de la contribution annuelle au profit de l'Institut de radioprotection et de sûreté nucléaire au sein de la taxe générale sur les installations nucléaires de base, collectée par l’ASN[43].
- Adaptation des tarifs d’accise sur l’électricitél[44]
- Augmentation de la taxe sur les émissions de dioxyde de carbone et de la taxe sur la masse en ordre de marche et limitation du bénéfice de l’abattement de malus masse dont profitaient jusqu’alors tous les véhicules hybrides non-rechargeables aux seuls véhicules performants sur le plan environnemental[45],[46].
- Augmentation de la taxe sur le transport aérien de passagers[47],[48].
- Instauration d'une contribution exceptionnelle sur les bénéfices des grandes entreprises correspondant à une majoration de l'impôt sur les sociétés de 20,6 % pour les entreprises réalisant entre 1 et 3 milliards d'euros de chiffre d'affaires et de 41,2 % pour les entreprises réalisant plus de 3 milliards d'euros de chiffre d'affaires[49].
- Report de trois ans de la suppression progressive de la cotisation sur la valeur ajoutée des entreprises[50].
- Annulation de l’augmentation de la taxe sur le gazole non routier[51] (mesure annoncée début 2024 à la suite du mouvement des agriculteurs[52]).
- Suppression de la niche fiscale dont bénéficie le loueur de meublé non professionnel lors de la cession[53],[54],[55].
- Annulation du recentrage du prêt à taux zéro jusqu’à fin 2027[56].
- Instauration pour les grandes entreprises d’une taxe sur les réductions de capital consécutives au rachat de leurs propres titres[57].

|                                         |                                                                                   | Évaluation      |
| --------------------------------------- | --------------------------------------------------------------------------------- | --------------- |
|                                         | Impôt sur le revenu                                                               | 94 518 897 600  |
|                                         | Impôt sur les sociétés                                                            | 53 042 833 030  |
|                                         | Taxe intérieure de consommation sur les produits énergétiques                     | 16 474 245 145  |
|                                         | Taxe sur la valeur ajoutée                                                        | 101 436 359 972 |
|                                         | Autres contributions fiscales                                                     | 84 137 029 461  |
| Recettes fiscales                       | Recettes fiscales                                                                 | 349 609 365 207 |
|                                         | Dividendes et recettes assimilées                                                 | 5 952 958 135   |
|                                         | Produits de la vente de biens et services                                         | 2 466 556 234   |
|                                         | Amendes, sanctions pénalités et frais de poursuites                               | 2 752 663 409   |
|                                         | Divers                                                                            | 8 591 118 715   |
| Recettes non fiscales                   | Recettes non fiscales                                                             | 20 967 548 212  |
|                                         | Prélèvements sur les recettes de l’État au profit des collectivités territoriales | 45 231 897 951  |
|                                         | Prélèvement sur les recettes de l’État au profit de l’Union européenne            | 23 098 097 974  |
| Prélèvements sur les recettes de l’État | Prélèvements sur les recettes de l’État                                           | 68 329 995 925  |
| Fonds de concours                       | Fonds de concours                                                                 | 6 150 298 778   |

### Dépenses
Les crédits ouverts aux ministres par la loi de finances initiale pour 2025 au titre du budget général sont répartis conformément au tableau suivant.
| Mission                                                   | Montant en euros du crédit de paiement | Ministre disposant des crédits Les missions sont décomposées de plusieurs programmes. Lorsque plusieurs ministres sont indiqués, chacun est responsable d'un programme, au sein de la mission |
| --------------------------------------------------------- | -------------------------------------- | --- |
| Action et transformation publique                         |                                        | |
| Action extérieure de l'État                               | +003 456 994 135,                      | Ministre de l'Europe et des Affaires étrangères |
| Administration générale et territoriale de l'État         | +004 947 926 264,                      | Ministre de l’Intérieur |
| Agriculture, alimentation, forêt et affaires rurales      | +004 215 643 789,                      | Ministre de l'Agriculture et de la souveraineté alimentaire |
| Aide publique au développement                            | +004 372 603 793,                      | Ministre de l’Économie, des Finances et de la souveraineté industrielle et numérique, ministre de l'Europe et des Affaires étrangères |
| Anciens combattants, mémoire et liens avec la nation      | +001 854 494 628,                      | Ministre des Armées, Premier ministre |
| Cohésion des territoires                                  | +023 122 229 009,                      | Ministre de l'Aménagement du territoire et de la Décentralisation, Premier ministre |
| Conseil et contrôle de l’État                             | +000892 401 963,                       | Premier ministre |
| Crédits non répartis                                      | +000225 000 000,                       | Ministre de l’Économie, des Finances et de la souveraineté industrielle et numérique |
| Culture                                                   | +003 918 028 319,                      | Ministre de la Culture |
| Défense                                                   | +059 946 338 573,                      | Ministre des Armées |
| Direction de l'action du Gouvernement                     | +001 025 787 383,                      | Premier ministre |
| Écologie, développement et mobilité durable               | +021 704 135 923,                      | Ministre de l'Aménagement du territoire et de la Décentralisation, ministre de la Transition écologique, de la Biodiversité, de la Forêt, de la Mer et de la Pêche |
| Économie                                                  | +003 729 185 113,                      | Ministre de l’Économie, des Finances et de la souveraineté industrielle et numérique |
| Engagements financiers de l’État                          | +056 169 057 153,                      | Ministre de l’Économie, des Finances et de la souveraineté industrielle et numérique |
| Enseignement scolaire                                     | +088 642 000 013,                      | Ministre de l'Éducation nationale, de l'Enseignement supérieur et de la Recherche, Ministre de l'Agriculture et de la Souveraineté alimentaire |
| Gestion des finances publiques et des ressources humaines |                                        | |
| Gestion des finances publiques                            | +010 859 308 458,                      | Ministre de l’Économie, des Finances et de la souveraineté industrielle et numérique |
| Immigration, asile et intégration                         | +002 081 191 600,                      | Ministre de l’Intérieur |
| Investissements d'avenir                                  | +005 265 285 842,                      | Premier ministre |
| Justice                                                   | +012 682 852 196,                      | Garde des sceaux, ministre de la Justice |
| Médias, livre et industries culturelles                   | +000720 002 959,                       | Ministre de la Culture |
| Outre-mer                                                 | +002 980 130 886,                      | Ministre des Outre-mer |
| Plan de relance                                           |                                        | |
| Plan d’urgence face à la crise sanitaire                  |                                        | |
| Pouvoirs publics                                          | +001 137 842 143,                      | (non géré par le Gouvernement) |
| Recherche et enseignement supérieur                       | +030 909 249 677,                      | Ministre de l'Éducation nationale, de l'Enseignement supérieur et de la Recherche, ministre de l’Économie, des Finances et de la souveraineté industrielle et numérique, ministre de la Transition écologique, de la Biodiversité, de la Forêt, de la Mer et de la Pêche, ministre des Armées, ministre de l'Agriculture et de la souveraineté alimentaire |
| Régimes sociaux et de retraite                            | +005 991 769 184,                      | Ministre de l’Économie, des Finances et de la souveraineté industrielle et numérique, ministre de la Transition écologique, de la Biodiversité, de la Forêt, de la Mer et de la Pêche |
| Relations avec les collectivités territoriales            | +003 962 798 332,                      | Ministre de l'Aménagement du territoire et de la Décentralisation |
| Remboursements et dégrèvements                            | +148 305 620 991,                      | Ministre de l’Économie, des Finances et de la souveraineté industrielle et numérique |
| Santé                                                     | +001 482 029 644,                      | Ministre du Travail, de la Santé, des Solidarités et des Familles |
| Sécurités                                                 | +025 257 945 836,                      | Ministre de l’Intérieur |
| Solidarité, insertion et égalité des chances              | +030 308 709 514,                      | Ministre du Travail, de la Santé, des Solidarités et des Familles, Premier ministre |
| Sports, jeunesse et vie associative                       | +001 498 656 919,                      | Ministre des Sports, de la Jeunesse et de la Vie associative |
| Transformation et fonction publiques                      | +000722 117 623,                       | Ministre de l’Économie, des Finances et de la souveraineté industrielle et numérique, ministre de l'Action publique, de la Fonction publique et de la Simplification |
| Travail et emploi                                         | +020 009 645 382,                      | Ministre du Travail, de la Santé, des Solidarités et des Familles |
| Total                                                     | +582 396 983 244,                      | |

### Équilibre budgétaire
|                                                    |                                                                |                                                                                                   |                                                                                                   |                                                                                                   | Ressources | Charges | Soldes   |  |
| -------------------------------------------------- | -------------------------------------------------------------- | ------------------------------------------------------------------------------------------------- | ------------------------------------------------------------------------------------------------- | ------------------------------------------------------------------------------------------------- | ---------- | ------- | -------- |  |
|                                                    |                                                                |                                                                                                   |                                                                                                   | Recettes fiscales brutes/dépenses brutes (a)                                                      |            |         |          |  |
|                                                    |                                                                |                                                                                                   |                                                                                                   | Remboursements et dégrèvements (-b)                                                               |            |         |          |  |
|                                                    |                                                                |                                                                                                   | Recettes fiscales nettes/dépenses nettes (c=a-b)                                                  | Recettes fiscales nettes/dépenses nettes (c=a-b)                                                  | 349 609    | 438 820 |          |  |
|                                                    |                                                                |                                                                                                   | Recettes non fiscales (d)                                                                         | Recettes non fiscales (d)                                                                         | 20 968     |         |          |  |
|                                                    |                                                                | Recettes totales nettes/dépenses nettes (e=c+d)                                                   | Recettes totales nettes/dépenses nettes (e=c+d)                                                   | Recettes totales nettes/dépenses nettes (e=c+d)                                                   | 370 577    | 438 820 |          |  |
|                                                    |                                                                | Prélèvements sur recettes au profit des collectivités territoriales et de l'Union européenne (-f) | Prélèvements sur recettes au profit des collectivités territoriales et de l'Union européenne (-f) | Prélèvements sur recettes au profit des collectivités territoriales et de l'Union européenne (-f) | 68 330     |         |          |  |
|                                                    | Budget général (g=e-f)                                         | Budget général (g=e-f)                                                                            | Budget général (g=e-f)                                                                            | Budget général (g=e-f)                                                                            | 302 247    | 438 820 | −136 573 |  |
|                                                    | Évaluation des fonds de concours et crédits correspondants (h) | Évaluation des fonds de concours et crédits correspondants (h)                                    | Évaluation des fonds de concours et crédits correspondants (h)                                    | Évaluation des fonds de concours et crédits correspondants (h)                                    | 6 150      | 6 150   |          |  |
| Budget général y compris fonds de concours (i=g+h) | Budget général y compris fonds de concours (i=g+h)             | Budget général y compris fonds de concours (i=g+h)                                                | Budget général y compris fonds de concours (i=g+h)                                                | Budget général y compris fonds de concours (i=g+h)                                                | 308 397    | 440 970 |          |  |
| Budgets annexes (j)                                | Budgets annexes (j)                                            | Budgets annexes (j)                                                                               | Budgets annexes (j)                                                                               | Budgets annexes (j)                                                                               | 2 857      | 2 499   | 385      |  |
| Comptes spéciaux (k)                               | Comptes spéciaux (k)                                           | Comptes spéciaux (k)                                                                              | Comptes spéciaux (k)                                                                              | Comptes spéciaux (k)                                                                              |            |         | −2 781   |  |
| Solde général (=g+j+k)                             | Solde général (=g+j+k)                                         | Solde général (=g+j+k)                                                                            | Solde général (=g+j+k)                                                                            | Solde général (=g+j+k)                                                                            |            |         | −138 996 |  |

Le ministre des Finances est autorisé à émettre une dette à long et moyen termes de 300 milliards d'euros pour couvrir l'amortissement de la dette de 168,2 milliards d'euros et pour financer le déficit de 139,0 milliards d'euros.

## Loi de financement de la Sécurité sociale
La loi de financement de la Sécurité sociale fixe les prévisions de recettes, les objectifs de dépenses de la Sécurité sociale. Ce n’est pas un budget à proprement parler et cela ne fait pas partie du budget de l’État.
Pour l’année 2025, le projet prévoit, pour toutes branches (maladie, accidents du travail, retraites, famille, autonomie, Fonds de solidarité vieillesse et hors transferts entre branches), des recettes de 644,3 milliards d’euros et des dépenses de 666,4 milliards d’euros. L’objectif national de dépenses d'assurance maladie est fixé à 265,9 milliards d’euros.
La loi de financement de la Sécurité sociale comprend plusieurs mesures dont
- la réforme des allègements des cotisations patronales. Selon le Gouvernement ces allègements institués au cours des trente dernières années ont un coût élevé et entretiennent des effets de « trappes à bas salaires ». Cette disposition apportera 1,6 milliard d’euros de recettes à la Sécurité sociale[65],[6],[66] ;
- l'augmentation de la taxe soda[67],[68].